# Jurgen Degabriele
Jurgen Degabriele (Pietà, 10 de octubre de 1996) es un futbolista maltés que juega en la demarcación de delantero para el Hibernians FC de la Premier League de Malta.

## Selección nacional
Tras jugar con la selección de fútbol sub-17 de Malta, la sub-19 y la sub-21, debutó con la selección de fútbol de Malta el 29 de mayo de 2018. Lo hizo en un partido amistoso contra Armenia que finalizó con un resultado de empate a uno tras el gol de Ivan Yagan para Armenia, y de Andrei Agius para Malta.

## Clubes
Datos actualizados a 18 de mayo de 2025.
| Club          | País  | Año   | Partidos | Goles |
| ------------- | ----- | ----- | -------- | ----- |
| Hibernians FC | Malta | 2013- | 319      | 120   |

## Palmarés

### Campeonatos nacionales
| Título                  | Club          | País  | Año  |
| ----------------------- | ------------- | ----- | ---- |
| Premier League de Malta | Hibernians FC | Malta | 2015 |
| Supercopa de Malta      | Hibernians FC | Malta | 2015 |
| Premier League de Malta | Hibernians FC | Malta | 2017 |
| Premier League de Malta | Hibernians FC | Malta | 2022 |
| Supercopa de Malta      | Hibernians FC | Malta | 2022 |
| Copa de Malta           | Hibernians FC | Malta | 2025 |